# Gisela Mauermayer
Gisela Mauermayer, nemška atletinja, * 24. november 1913, München, Nemško cesarstvo, † 9. januar 1995, München, Nemčija.
Gisela Mauermayer je nastopila na Poletnih olimpijskih igrah 1936 v Berlinu, kjer je osvojila naslov olimpijske prvakinje v metu diska. Na Evropskem prvenstvu 1938 v Parizu je osvojila naslov prvakinje v tej disciplini in podprvakinje v suvanju krogle. V obeh disciplinah je postavila svetovni rekord. 15. julija 1934 je z dolžino 14,38 m za 63 cm presegla dotedanji svetovni rekord v suvanju krogle, veljal je do avgusta 1948, ko ga je izboljšala Tatjana Sevrjukova. Šestkrat zapored je dosegla svetovni rekord v metu diska, ki je prav tako je veljal do avgusta 1948, ko ga je prevzela Nina Dumbadze.